# Georges III d'Aubusson de La Feuillade

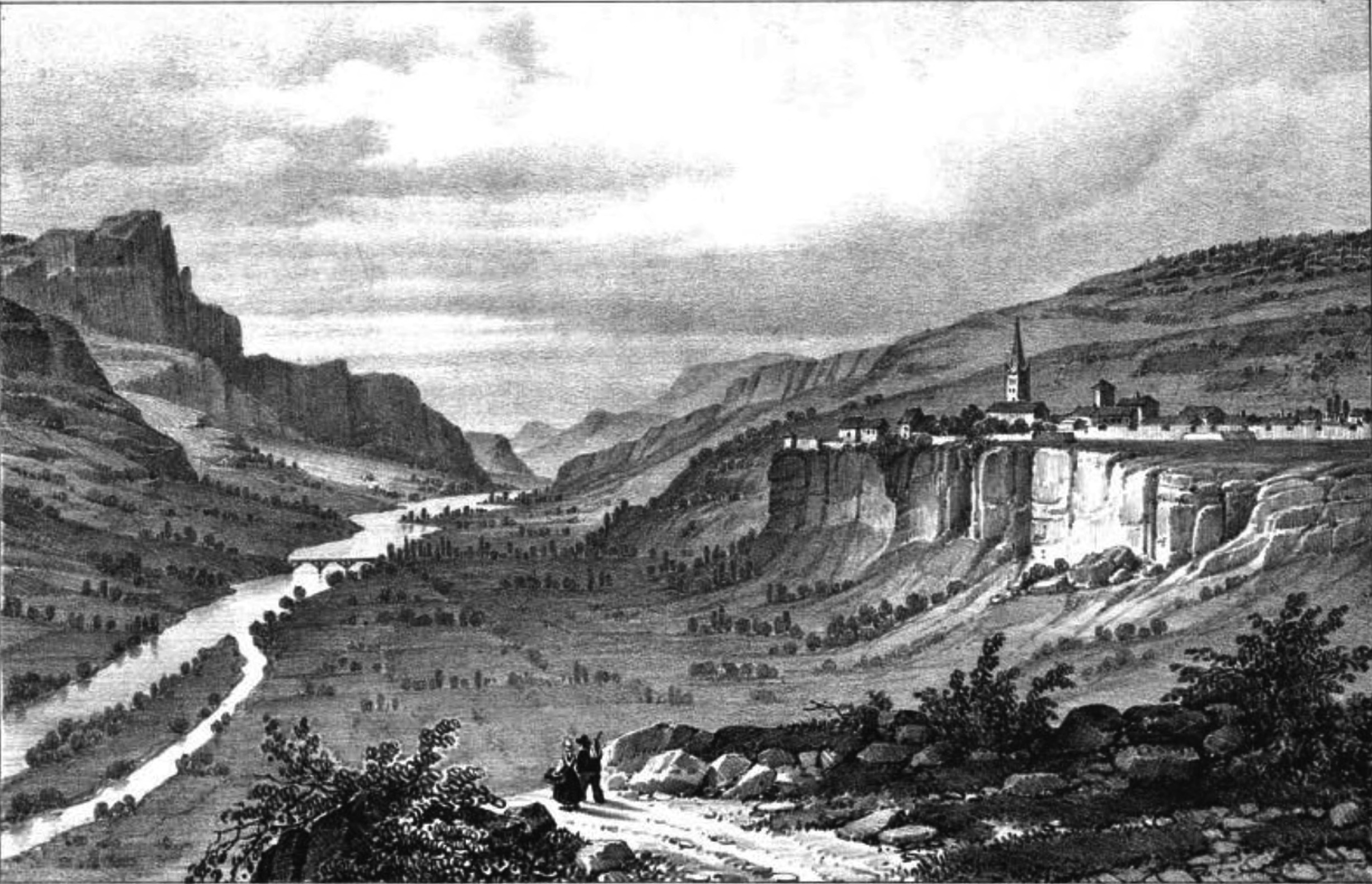
Embrun met kathedraal, in de Franse Alpen

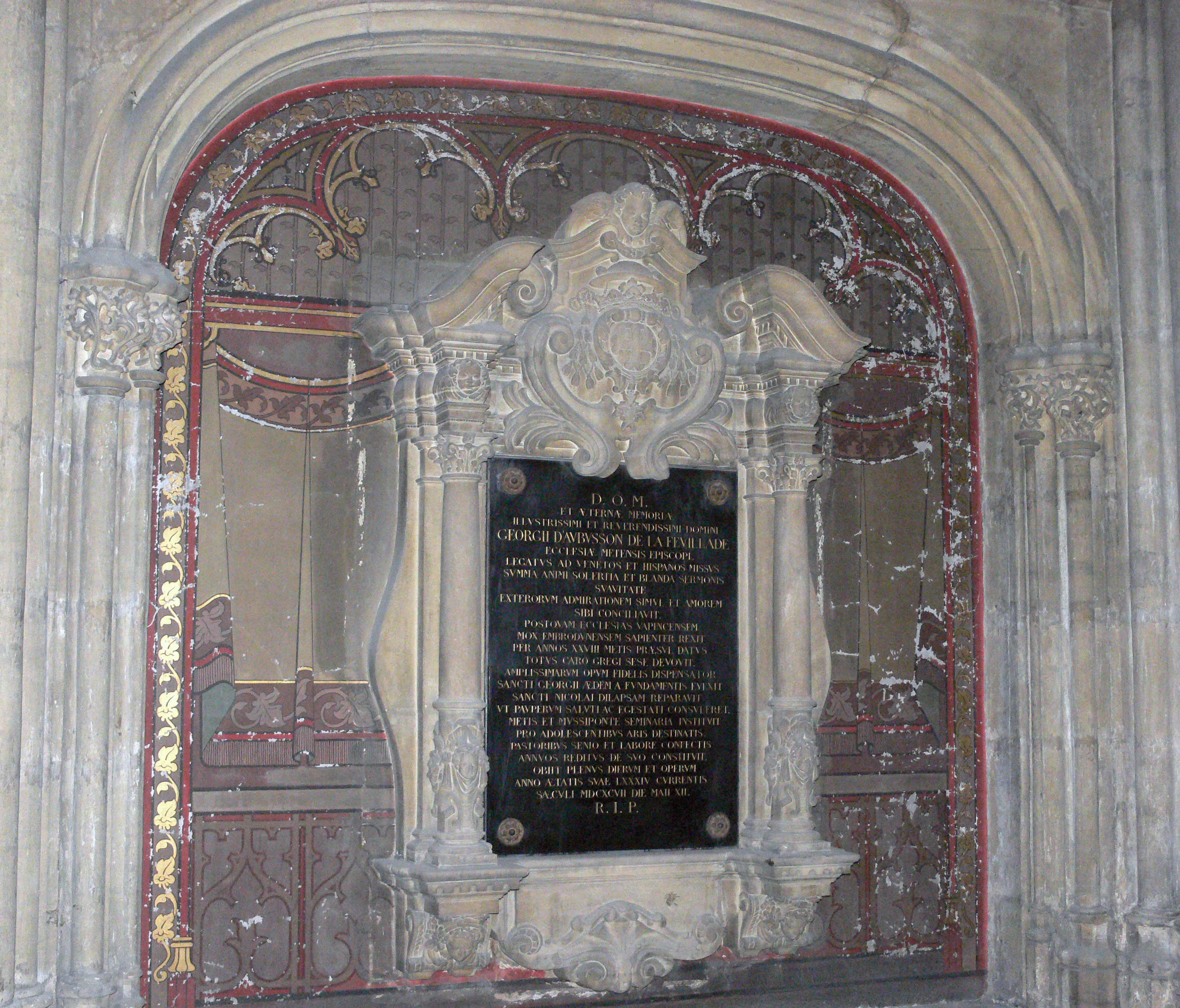
Zijn tombe in de kathedraal van Metz

Georges III d’Aubusson de La Feuillade (1609 – Metz, 12 mei 1697) was aartsbisschop van Embrun (1649-1668) en nadien prins-bisschop van Metz (1668-1697) in het door de Fransen geannexeerde Trois-Evêchés.

## Levensloop
D'Aubusson was een zoon van het adellijk paar François d’Aubusson en Elizabeth Brachet de Pérusse. Van zijn jeugdjaren is niets bekend, zelfs niet waar hij theologie studeerde. 
Paus Innocentius X benoemde hem tot aartsbisschop van Embrun in 1649, vlak na het einde van de Dertigjarige Oorlog. Zijn wijding tot aartsbisschop volgde nog datzelfde jaar. D'Aubusson zetelde in Embrun, in de toenmalige  provincie Dauphiné in de Franse Alpen. Binnen het aartsbisdom voerde hij een politiek in van vervolgingen van protestanten. Tevens werkte d'Aubusson als Frans ambassadeur in Venetië en in Spanje. Hij combineerde dit met een diplomatieke missie in dienst van de Spaanse kroon in Parijs. Koning Lodewijk XIV van Frankrijk schonk hem de titel (en de inkomsten) van abt van de premonstratenzerabdij van Joyenval, tegenwoordig gelegen in Chambourcy in het departement Yvelines.
In 1668 stelde Lodewijk XIV hem voor als prins-bisschop van Metz, een benoeming bevestigd in 1669 door paus Clemens IX. De titel van aartsbisschop mocht d'Aubusson houden, tezamen met nog enkele inkomsten uit Embrun. D'Aubusson werd ook titulair abt van de abdijen van Saint-Jean in Laon en van Saint-Loup in Troyes. Zijn politiek van Contrareformatie die hij in de Alpen voerde, zette hij verder in Metz, aan de Moezel. Hij stierf in Metz in 1697 en werd begraven in de kathedraal van Metz.
- Bibliothèque nationale de France: cb12134945n (data)
- Gemeinsame Normdatei: 100018068
- International Standard Name Identifier: 0000 0001 0069 4610
- Système universitaire de documentation: 029801192
- Virtual International Authority File: 68963800
- WorldCat: E39PBJv4k8BKB3mMVfW9GPfrMP